# JasonMartin
JasonMartin anciennement Problem, de son nom complet Jason L. Martin, est un rappeur, auteur-compositeur-interprète et producteur allemand expatrié à Compton en Californie, né le 8 mai 1985 à Wurtzbourg.
Il est surtout connu pour ses apparitions aux côtés de YG et Iamsu! sur le single de E-40 de 2012, Function, qui entre dans le classement Bubbling Under Hot 100 et a reçu la certification d'or par la Recording Industry Association of America (RIAA), ainsi que son apparition en tant qu'invité sur le single de Childish Gambino, Sweatpants l'année suivante. Son single de 2013 Like Whaaat (avec Bad Lucc), est entré à la fois dans le classement mentionné et dans Hot R&B/Hip-Hop Songs, servant de premier single pour son premier EP, Understand Me (2013).

## Biographie

### Jeunesse et débuts
Jason Martin naît le 8 mai 1985 à Wurtzbourg, en Allemagne de l'Ouest, et grandit à Compton en Californie. Il entre dans la musique en écrivant un single pour le producteur Terrace Martin pour sa chanson Be Thankful, présentée sur la compilation de Snoop Dogg, The Big Squeeze. Le morceau a reçu les éloges d'artistes notables, notamment Nas et Talib Kweli. Il a ensuite commencé à enregistrer des disques avec divers artistes de la côte ouest tels que Daz Dillinger, Kurupt, Snoop Dogg et DJ Quik.
JasonMartin travaille pour d'autres artistes hip-hop avant d'être lui-même reconnu comme rappeur. Il est invité en collaboration sur le titre Head of My Class de 2008 du rappeur Scooter Smiff avec Chris Brown et fait sa première apparition grand public sur l'album Malice n Wonderland (2008) de Snoop Dogg. Il a lancé son label indépendant, Diamond Lane Music Group, la même année. Soucieux de poursuivre sa carrière discographique, il signe avec Universal Republic Records pour sortir son premier single commercial en 2008, I'm Toe Up, suivi de Whereva U Like. N'ayant pas réussi à percer dans les charts, il est rapidement renvoyé du label.
Six ans plus tard, il rebondit avec son apparition aux côtés des rappeurs YG et Iamsu! sur le single Function de E-40 en 2012, qui est certifié disque d'or par la Recording Industry Association of America (RIAA), et entre modérément dans les classements Bubbling Under Hot 100 et Hot R&B/Hip-Hop Songs. Depuis lors, Martin travaille avec de nombreux artistes tels que Jamie Foxx, The Game, Kendrick Lamar, Bobby V, 9th Wonder, Chris Brown, Wiz Khalifa, Nipsey Hussle, Warren G, Childish Gambino, Pharrell Williams, Jim Jones, Travis Barker et John Legend, entre autres.

### Million Dollar AfroetThe Separation(2013-2016)
Le 13 février 2013, il sort Million Dollar Afro, un album collaboratif avec le rappeur Iamsu! qui contient des apparitions d'invités de Juvenile, Too Short et Omarion. Une chanson de la mixtape, Do it Big avec Bad Lucc et Sage the Gemini est présentée dans le jeu vidéo Grand Theft Auto V, de 2013 par Rockstar Games sur sa station de radio Radio Los Santos.
Le 13 juin 2013, il sort son deuxième album nommé The Separation, qui contient des apparitions de Wale, T.I., Snoop Dogg, Game, Chris Brown, Tank, Tyga et Wiz Khalifa. Son titre Like Whaaat, sort ien 2013, avec Bad Lucc, atteint la 20e place du classement des singles Bubbling Under Hot 100, elle reste sa chanson la plus réussie commercialement en tant qu'artiste principal. Le 23 juillet 2013, il sort Say That Then, avec Glasses Malone.
En novembre 2013, il annonce sortir son troisième album studio via son label Diamond Lane. Il révèle qu'il produirait principalement l'album avec League of Starz. Le 10 décembre 2013, il sort l'EP Understand Me qui était accompagné des singles susmentionnés ainsi que de son premier single éponyme. II apparait dans un clip vidéo de marque aux côtés de Neil Patrick Harris pour le produit de boisson Neuro en février 2014.
JasonMartin s'associe aux Rams de Los Angeles pour créer la chanson thème de l'équipe, My Squad, pour la saison 2016-17 de la NFL. La sortie comprenait un clip vidéo officiel tourné pour ressembler à Snapchat[réf. nécessaire]..

### SelfishetS2(depuis 2017)
Après avoir remporté un succès régional sur le circuit des mixtapes, Martin sort son quatrième album Selfish en novembre 2017. Il a suivi avec son cinquième album S2 le 30 novembre 2018.
Le 4 avril 2020, Martin sort le court métrage A Compton Story. Il est raconté par le comédien Mike Epps et contient des apparitions de Snoop Dogg, Slink Johnson et Jackie Long. Terrence Punch Henderson est crédité comme producteur exécutif du projet,. En mai 2023, Martin sort son sixième album I Owe Myself. En novembre 2023, Martin sort la bande originale de A Compton Story,.
Il apparaît dans le morceau All That avec Thirsty P, il sort le 18 octobre 2024 en tant que deuxième titre du sixième album d'Ab-Soul et Soul Burger. Le 19 juin 2024, il interprète son tube Like Whaaat, pour le concert de Kendrick Lamar The Pop Out: Ken and Friends au Kia Forum à Inglewood en Californie, clôturant le premier set de DJ Hed intitulé Act I – DJ Hed and Friends.

## Influences musicales
Ses influences musicales sont Eminem, N.W.A, les Isley Brothers, Prince, Aaliyah, R. Kelly, Baby Bash, Lil Wayne, les Temptations, DJ Quik, les Jacksons et le groupe DeBarge.

## Discographie
- 2013 : Understand Me
- 2017 : Rosecrans (EP, avec DJ Quik)
- 2017 : Selfish
- 2018 : S2
- 2020 : Caffee and Kush, Vol. 1
- 2020 : Caffee and Kush Vol. 2
- 2023 : I Owe Myself
- 2023 : A Compton Story
- 2024 : Chupacabra (avec DJ Quik)